# Karl Eugen (Arenberg)

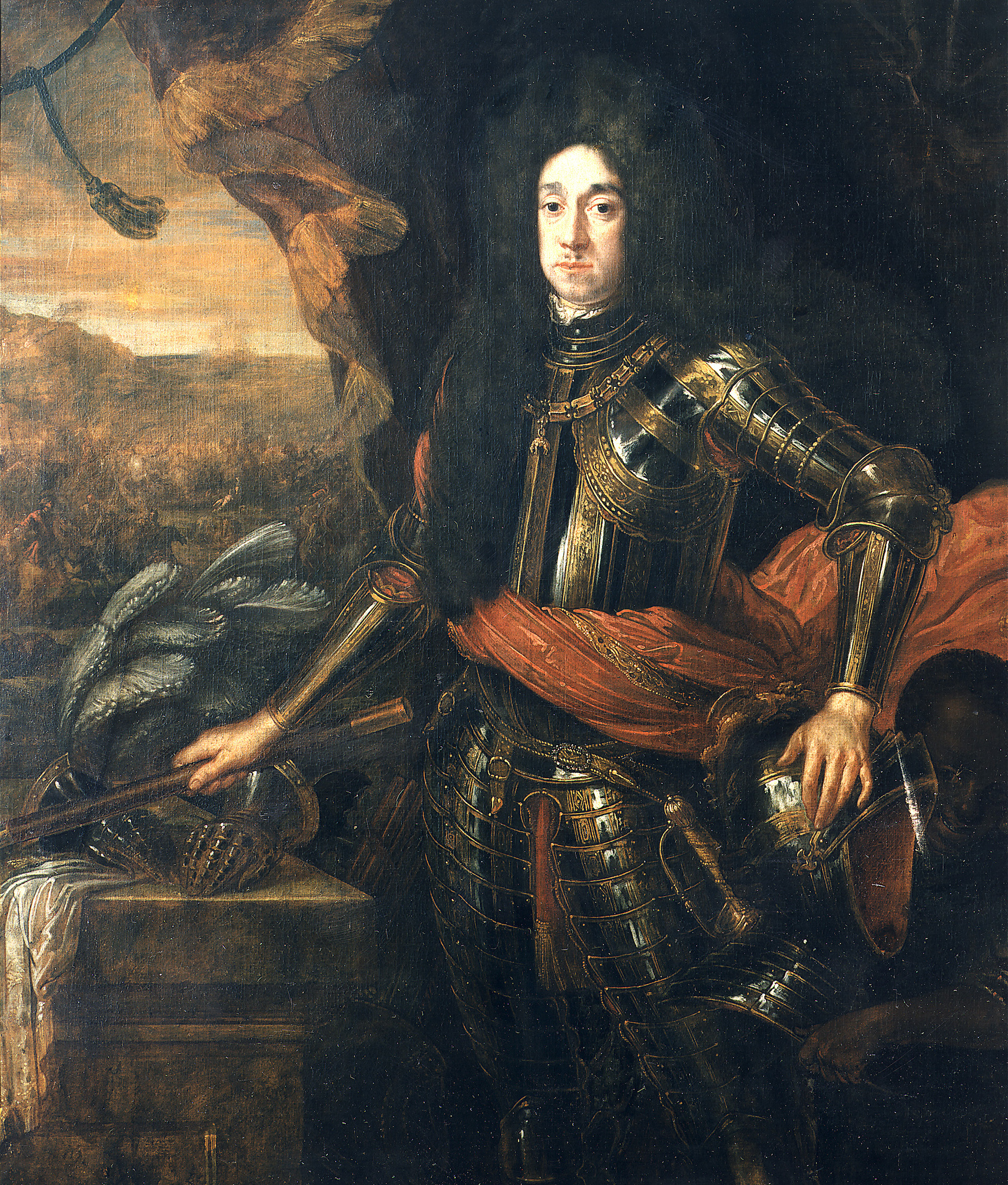
Karl Eugen von Arenberg

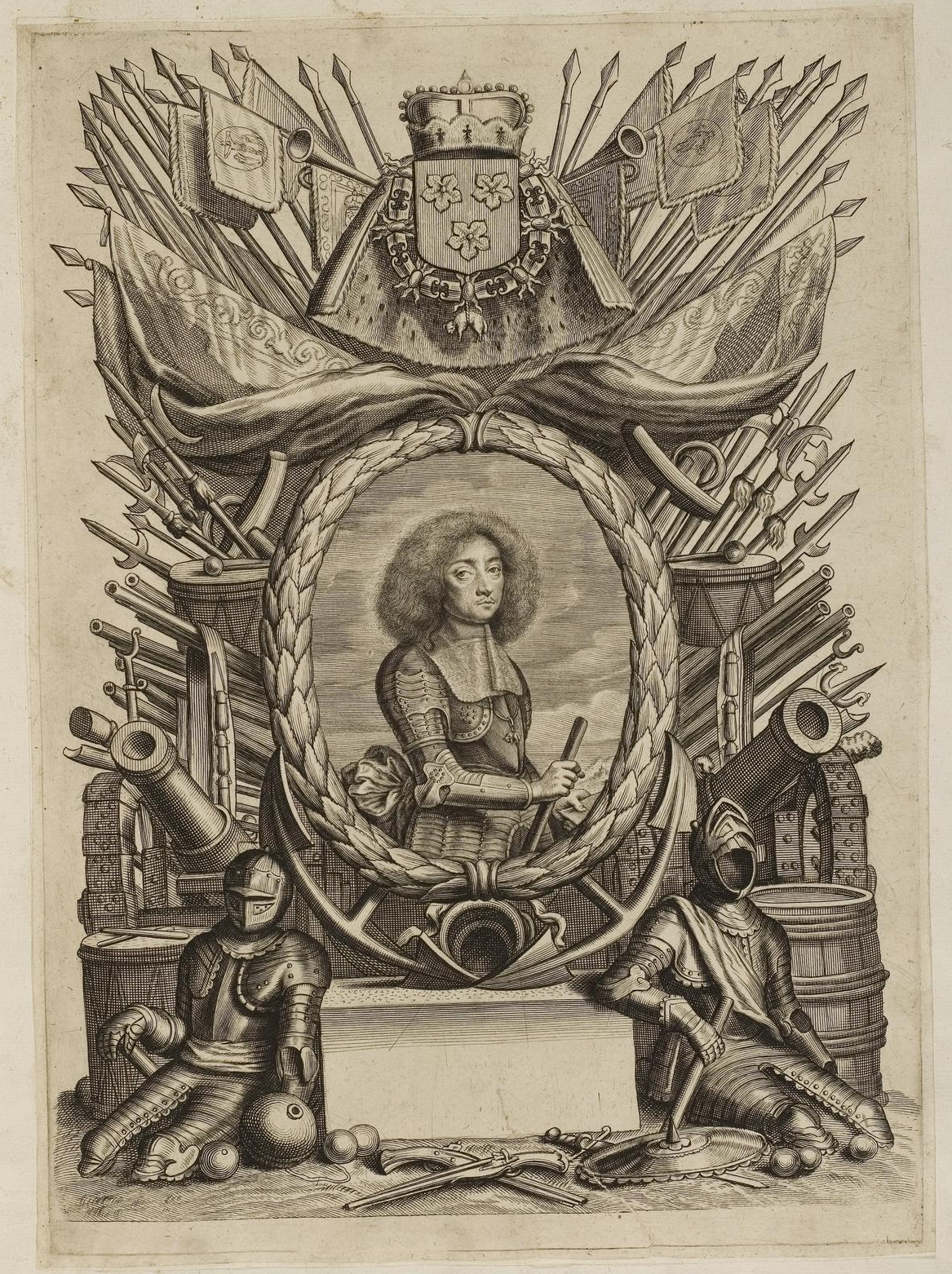
Porträt auf einem Stich des 17. Jahrhunderts

Karl Eugen von Arenberg (frz. Charles-Eugene d'Arenberg) (* 8. Mai 1633 in Brüssel; † 25. Juni 1681 in Mons) war der zweite Herzog von Arenberg und der achte Herzog von Aarschot.

## Leben
Er war Sohn von Philipp Karl von Arenberg und dessen dritter Frau Marie Cleopha von Hohenzollern-Sigmaringen.
Als nachgeborener Sohn trat er zunächst in das Kölner Domkapitel ein. Im Jahr 1644 wurde er zusammen mit seinem Bruder Philipp Franz von Kaiser Ferdinand III. in den erblichen Reichsherzogsstand erhoben. Erster regierender Herzog wurde sein Bruder. Karl Eugen trat nach dem frühen Tod der Kinder seines Bruders aus dem Domkapitel aus und heiratete 1660 Marie Henriette de Cusanc. Mit dieser hatte er drei Kinder. Darunter war auch der Erbe Philipp Karl Franz.
Nach dem Tod seines kinderlosen Bruders Philipp-Franz im Jahr 1674 wurde er regierender Herzog und war Grand-Bailli und Generalkapitän des Hennegau. Er war seit 1678 auch Ritter des Ordens vom Goldenen Vlieses.

### Familie
Er heiratete am 19. Juni 1660 in Dole Maria Theresia Henriette de Cusance (1624–1701). Das Paar hatte folgende Kinder:
- Philipp Karl Franz (* 10. Mai 1663; † 25. August 1691) ⚭ Maria-Henriette von Alcaretto, Marquise von Grana und Savona (* 20. September 1671; † 22. Februar 1744) (Tochter von Otto de Grana)
- Maria Theresia (* 25. Juli 1666; † 31. Mai 1716)

⚭ Otto de Grana (1629–1685)
⚭ 1687 Ludwig Ernst von Egmont (1666–1693)